# Ermita de la Virgen de la Bella
La ermita de la Virgen de la Bella es una ermita de la localidad somontanesa de Castejón del Puente (provincia de Huesca, Aragón).
La ermita se encuentra a una distancia de poco más de un kilómetro del núcleo urbano, encima de una colina sobre el valle del Cinca. Por su situación estratégica era el lugar  donde se encontraba en la Edad Media una de las dos torres que se encontraban en la localidad, estando la otra en la colinda donde actualmente se ubica la iglesia de la Asunción.
En la ladera sur de la colina hay restos que muestran que  hubo viviendas excavadas en la roca, sabiéndose que el núcleo primitivo de Castejón se encontraba en este lugar. Al pie de esta todavía se  puede encontrar el aljibe rectangular que recibe el agua que baja por unas canaletas  hechas en la roca.

## Arquitectura
La edificación primitiva era de estilo tardorrománico del siglo XIII, aunque  hubo un grave incendio en 1896 que la alteró en gran medida. El portal con sus tres arquivoltas y sus dos columnetas es la parte que mejor se ha podido conservar. 
De planta rectangular y cubierta con una bóveda apuntada, los sillares son de arenisca y en sus capiteles hay talladas formas trenzadas en la derecha y una concha de peregrino ya erosionada en la izquierda. En su interior se encuentran pinturas murales góticas. 
Antiguamente tenía también un claustro y una casa donde vivía el ermitaño.

## Historia
La ermita de la Bella tuvo bastante importancia en el pasado acogiendo en el siglo XVIII, durante la Guerra de Sucesión Española el primer seminario de Aragón, que después se trasladó a la catedral episcopal, Barbastro. Este seminario se estableció a raíz de la llegada de los curas de las localidades limítrofes que venían a refugiarse. 
También el rey Felipe IV de España se refugió años antes en la ermita, cuando viajaba hacia el frente de la Sublevación de Cataluña en 1640.
En 1896  hubo un incendio que quemó la ermita y parte de las imágenes que se  encontraban, como la talla de madera de la Virgen de la Bella.

## Nombre
Como decía en el siglo XVIII fray Roque Alberto Faci:

Prencipioron a decir-la Nuestra Sinyora de la Viella (u Vella) significando quanta yera l'antigüidat d'ista, venereta ya en tiempo d'os godos. Atros la saludoron dimpués [como] Nuestra Sinyora de la Bella, prenendo iste títol [...] d'a rara, y singular hermosura y belleza que tien a Santa imachen.

Así pues parece que el nombre se deriva de la antigüedad que tenía el culto a esta imagen de la Virgen.